# شاموکین (پنسیلوانیا)
شاموکین (به انگلیسی: Shamokin) شهری در ایالت پنسیلوانیا کشور ایالات متحده آمریکا است که جمعیت آن در سرشماری سال ۲۰۱۰ میلادی، ۷٬۳۷۴ نفر بوده‌است.